# Leptarciella sagana
Leptarciella sagana är en insektsart som beskrevs av Ronald Gordon Fennah 1958. Leptarciella sagana ingår i släktet Leptarciella och familjen vedstritar.
Artens utbredningsområde är Elfenbenskusten. Inga underarter finns listade i Catalogue of Life.